# 泽维奥
泽维奥（義大利語：Zevio），是意大利威尼托大区维罗纳省的一个市镇。总面积55.02平方公里，人口14332人，人口密度260.5人/平方公里（2009年）。国家统计（ISTAT）代码为023097。

## 友好城市
- 義大利阿尔博雷亚